# Flamen

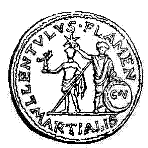
Flamen martialis na monecie z poł. I w. p.n.e.

Flamen – kapłan w starożytnym Rzymie służący konkretnemu bogu.
Kolegium flaminów składało się z 15 kapłanów. Wśród nich najwyższy rangą był flamen Jowisza, zwany flamen Dialis. Dwaj kolejni to flamen Marsa (flamen Martialis) i Kwiryna (flamen Quirinalis). Pozostali służyli mniejszym bogom i boginiom, jak Wulkan, Flora, Pomona.
Flaminowie byli zapewne jednym z najstarszych (o ile nie najstarszym) kolegiów kapłańskich Rzymu. O archaiczności pełnionej przez nich funkcji świadczy wiele rytualnych zakazów (tabu) i ograniczeń, jakie ich obowiązywały m.in. flamen Dialis nie mógł jeździć konno, patrzeć na uzbrojone wojsko, składać przysiąg, strzyc włosów, jego strój nie mógł mieć żadnych węzłów itd. podobne zakazy dotyczyły też jego żony zwanej flamina Dialis (pełny wykaz podaje Aulus Gelliusz w swym kompilacyjnym dziele Noce attyckie, ks. X, rozdz. 15).
Etymologicznie termin flamen ma prawdopodobnie pochodzenie praindoeuropejskie (łac.
flamma znaczy płomień). Niektórzy uczeni sądzą, że pochodzi on od tego samego wyrazu prajęzykowego, co wyraz bramin.